# Klong Kantruem
Die Klong Kantruem (auch: Glong Gantruem; in Thai กลองกันตรึม) ist ein Musikinstrument und gehört zur Gruppe der Membranophone. Sie wird im Süden des Isan (der Nordostregion von Thailand) gespielt.
Die Klong Kantruem ist aus weichem Holz gefertigt, wie zum Beispiel Khanun- oder Kokosnuss-Holz. Die Oberseite ist mit Kalbfell bespannt, das von einer Anzahl von Stricken in Spannung gehalten wird. Es handelt sich um ein Set aus zwei Komponenten, mit einer so genannten männlichen Trommel (mit höherem Klang) und einer weiblichen Trommel (mit tieferem Klang).  Der Klang wird durch das Trommeln mit der Hand erzeugt. 
Die Klong Kantruem wird in allen Ensembles gespielt und kommt auch als Begleitinstrument bei Volkstänzen zur Anwendung.